# Truppenamt
Het Truppenamt (Nederlands: Troepenbureau) was tussen 1919 en 1935 de Generale Staf van de Reichswehr, het leger van de Weimarrepubliek.

## Geschiedenis
Als gevolg van het Verdrag van Versailles, dat een einde maakte aan de Eerste Wereldoorlog, mocht Duitsland geen Generale Staf meer hebben. Artikel 160, lid 3 van dit verdrag bepaalde: „The Great German General Staff and all similar organisations shall be dissolved and may not be reconstituted in any form.“. (De Duitse Generale staf en alle vergelijkbare instellingen waren opgeheven en mochten niet weer worden heropgericht in welke vorm dan ook).
Hierop werd het Truppenamt ingesteld als onderdeel van het Reichswehrministerium (het Ministerie van Defensie), dat in naam geen Generale Staf was, maar in werkelijkheid wel als zodanig werkte. Het Truppenamt speelde een belangrijke rol bij de wederopbouw en modernisering van het Duitse landleger.
Op 1 juli 1935 werd de Generale Staf heropgericht, als Oberkommando des Heeres.

## Chefs van het Truppenamt
| Rang         | Naam                                 | Begin          | Eind              |
| ------------ | ------------------------------------ | -------------- | ----------------- |
| Generalmajor | Hans von Seeckt                      | 1 oktober 1919 | 26 maart 1920     |
| Generalmajor | Wilhelm Heye                         | 28 maart 1920  | Februari 1923     |
| Generalmajor | Otto Hasse                           | Februari 1923  | Oktober 1925      |
| Generalmajor | Georg Wetzell                        | Oktober 1925   | December 1926     |
| Generalmajor | Werner von Blomberg                  | Januari 1927   | 30 september 1929 |
| Generalmajor | Kurt Freiherr von Hammerstein-Equord | 1 oktober 1929 | 31 oktober 1930   |
| Generalmajor | Wilhelm Adam                         | 1 oktober 1930 | 30 september 1933 |
| Generalmajor | Ludwig Beck                          | 1 oktober 1933 | 1 juli 1935       |